# Harposporium leptospira
Harposporium leptospira är en svampart som beskrevs av Drechsler 1969. Harposporium leptospira ingår i släktet Harposporium och familjen Clavicipitaceae.   Inga underarter finns listade i Catalogue of Life.